# Середкина (село)
Середкина — деревня в Боханском районе Иркутской области России. Административный центр Середкинского муниципального образования. Находится примерно в 162 км к западу от районного центра.

## Население
По данным Всероссийской переписи, в 2010 году в деревне проживали 834 человека (398 мужчин и 436 женщин).